# Contrafforti valdostani del Monte Rosa
I Contrafforti valdostani del Monte Rosa sono le catene montuose che scendono dal massiccio del Monte Rosa nella Valle d'Aosta: la classificazione alpina della SOIUSA individua questi contrafforti come un supergruppo alpino.

## Descrizione

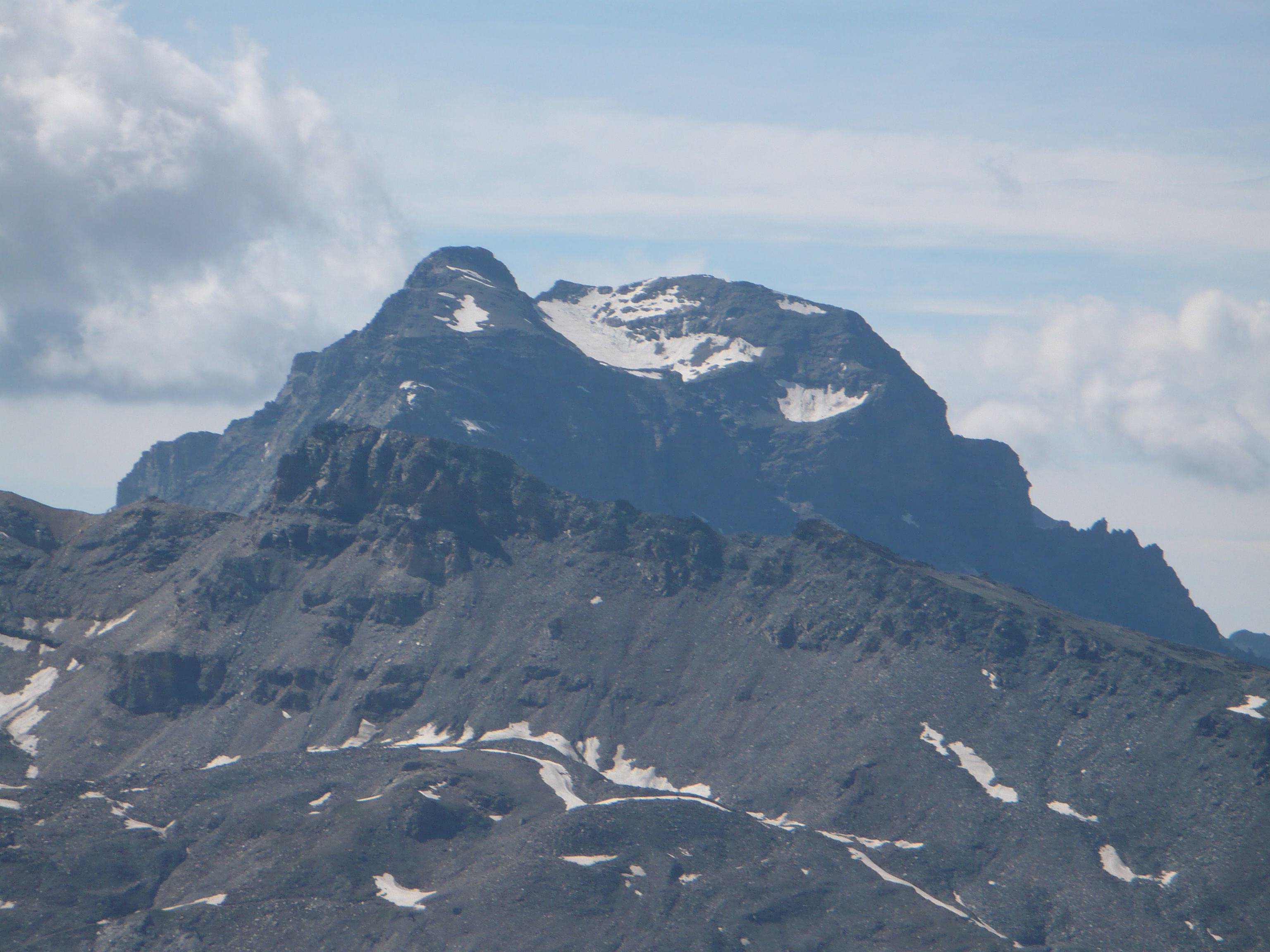
Il Monte Roisetta

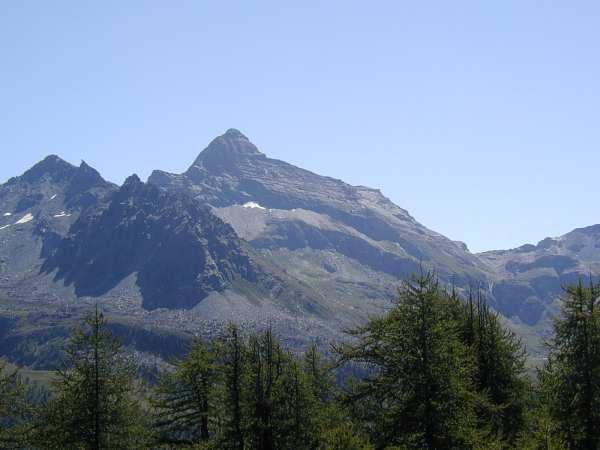
Testa Grigia

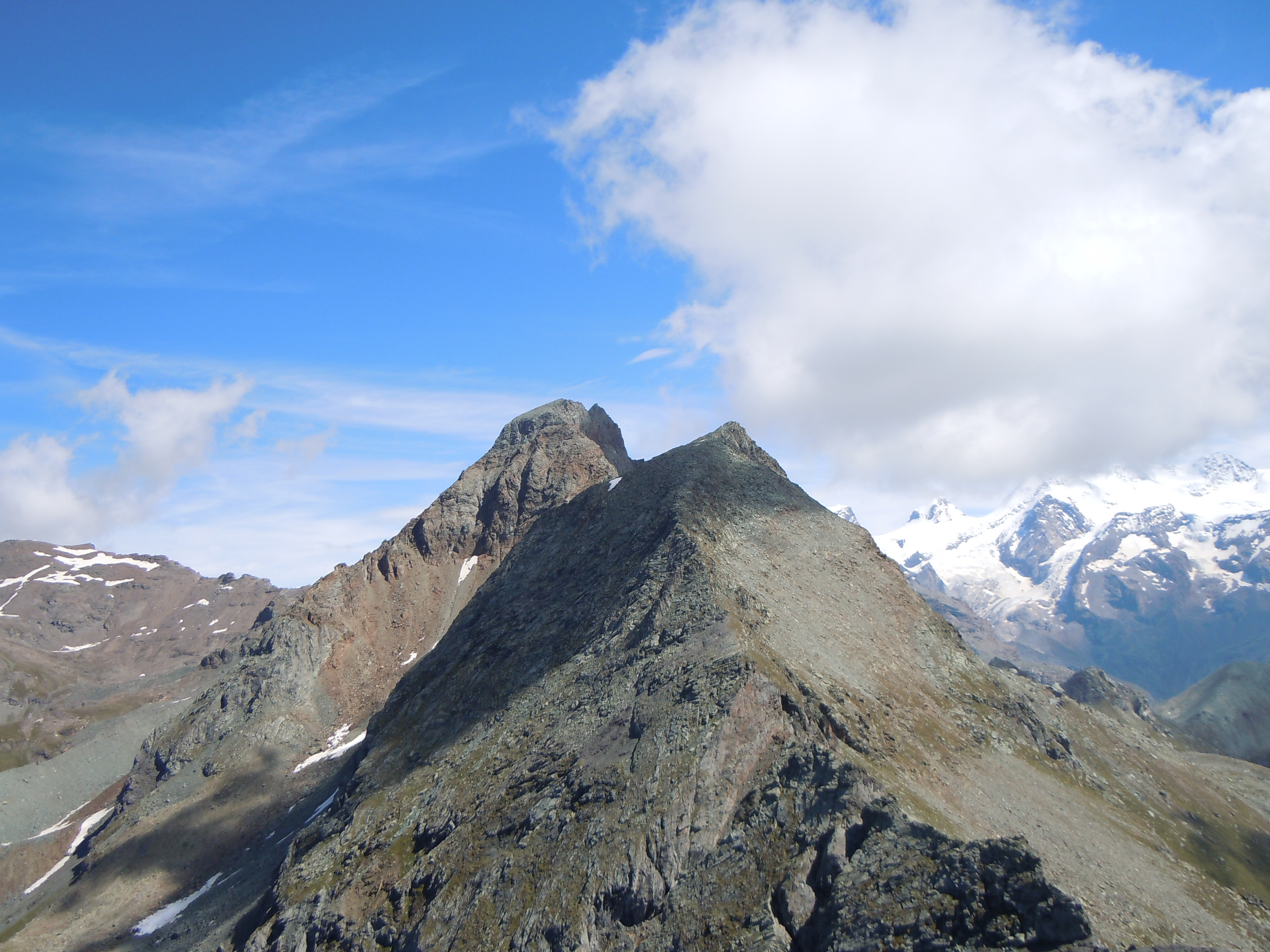
Petit Tournalin

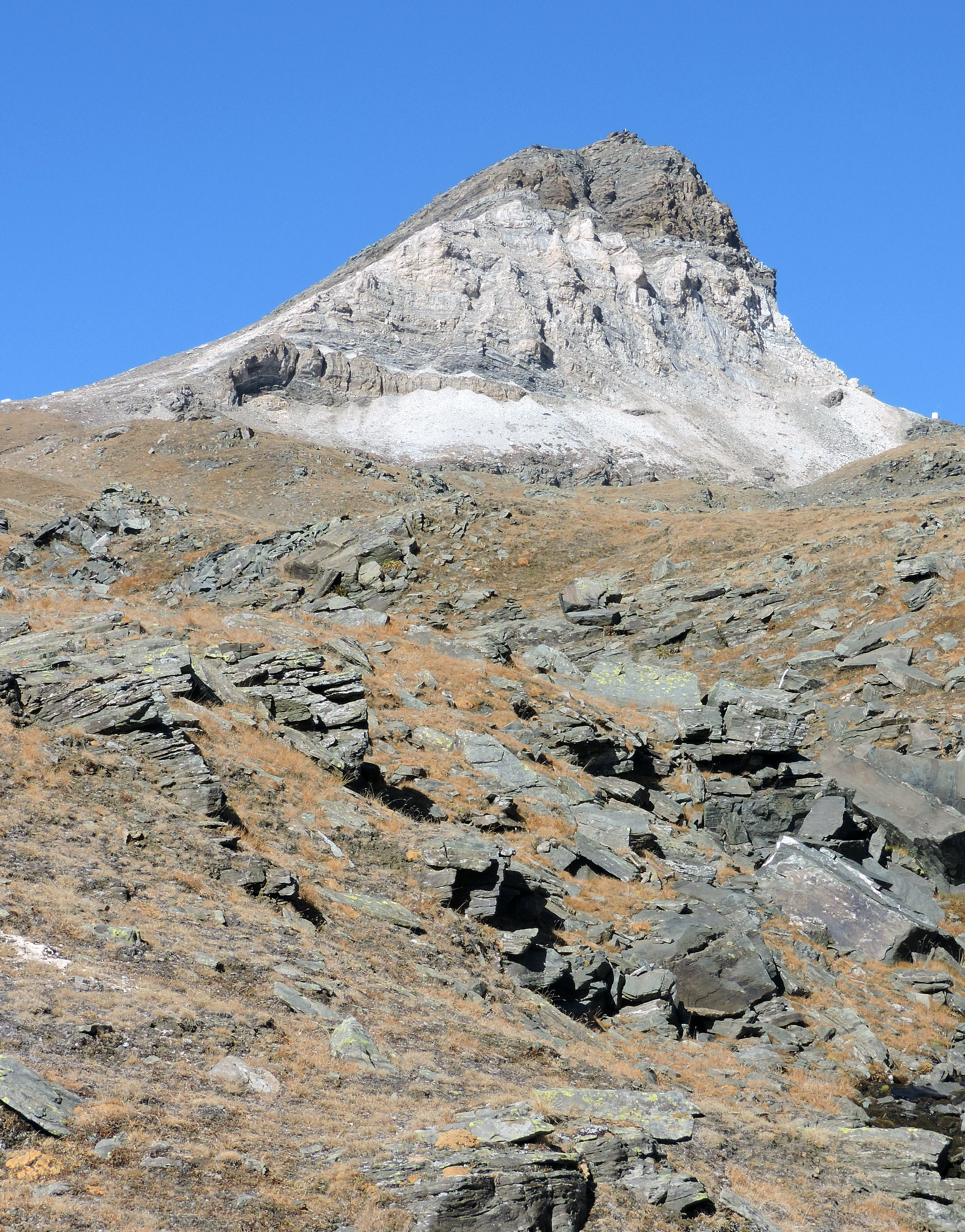
Gran Sometta

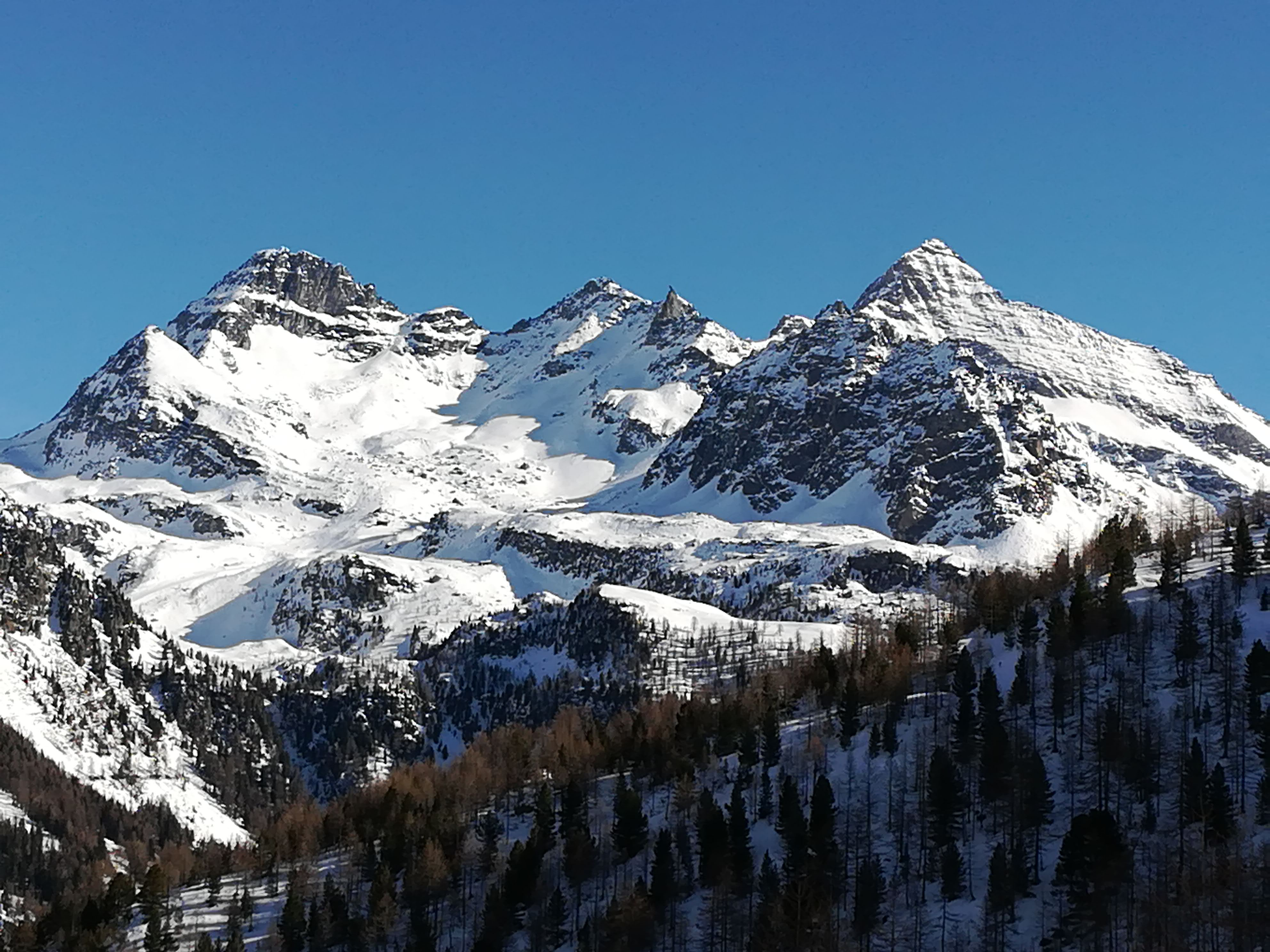
Rothorn

I Contrafforti valdostani del Monte Rosa sono costituiti dalla linea di montagne che separa la Valtornenche dalla Val d'Ayas e dalla linea di montagne che separa la Val d'Ayas dalla Valle del Lys.
La cresta di montagne tra la Valtornenche e la Val d'Ayas si stacca dal Massiccio del Monte Rosa al Colle superiore delle Cime Bianche (2.982 m); quella tra la val d'Ayas e la valle del Lys si stacca invece al colle Bettaforca (2.727 m).

## Classificazione
La classificazione SOIUSA dei Contrafforti valdostani del Monte Rosa è la seguente:
- Grande parte = Alpi Occidentali
- Grande settore = Alpi Nord-occidentali
- Sezione = Alpi Pennine
- Sottosezione = Alpi del Monte Rosa
- Supergruppo = Contrafforti valdostani del Monte Rosa
- Codice = I/B-9.III-B

## Suddivisione
La SOIUSA suddivide il supergruppo in due gruppi e due sottogruppi:
- Costiera Tournalin-Zerbion (4)[2]
- Costiera Testa Grigia-Frudiera (5)[3]
  - Costiera della Testa Grigia (5.a)
  - Costiera di Frudiera (5.b)

## Montagne principali
Le montagne principali sono:
- Grand Tournalin - 3.379 m
- Monte Roisetta - 3.334 m
- Testa Grigia - 3.315 m
- Petit Tournalin - 3.207 m
- Gran Sometta - 3.166 m
- Monte Rothorn - 3.152 m
- Monte Pinter - 3.132 m
- Mont Néry - 3.075 m
- Corno Vitello - 3.056 m
- Becca Trecare - 3.033 m
- Becca di Vlou - 3.032 m
- Corno Bussola - 3.023 m
- Gran Cima - 3.023 m
- Becca Torché - 3.015 m
- Becca di Nana - 3.010 m
- Monte Bettaforca (o Bättbéerg in Titsch) - 2.971 m
- Monte Perrin - 2.974 m
- Becca d'Aran - 2.950 m
- Punta Valfredda - 2.944 m
- Motta di Pleté - 2.840 m
- Punta del Lago - 2.816 m
- Punta Palasina - 2.783 m
- Punta Falinère - 2.762 m
- Punta Valnera - 2.754 m
- Corno del Lago - 2.747 m
- Monte Tantané - 2.734 m
- Monte Zerbion - 2.722 m
- Monte Crabun - 2.711 m
- Mont Facebelle - 2.621 m
- Bec del Pio Merlo - 2.620 m
- Weiss Weib - 2.518 m
- Punta Regina - 2.387 m
- Testa di Comagna - 2.106 m
- Croix-Courma - 1.968 m
- Punta Goà - 1.689 m